# Chichicastenango

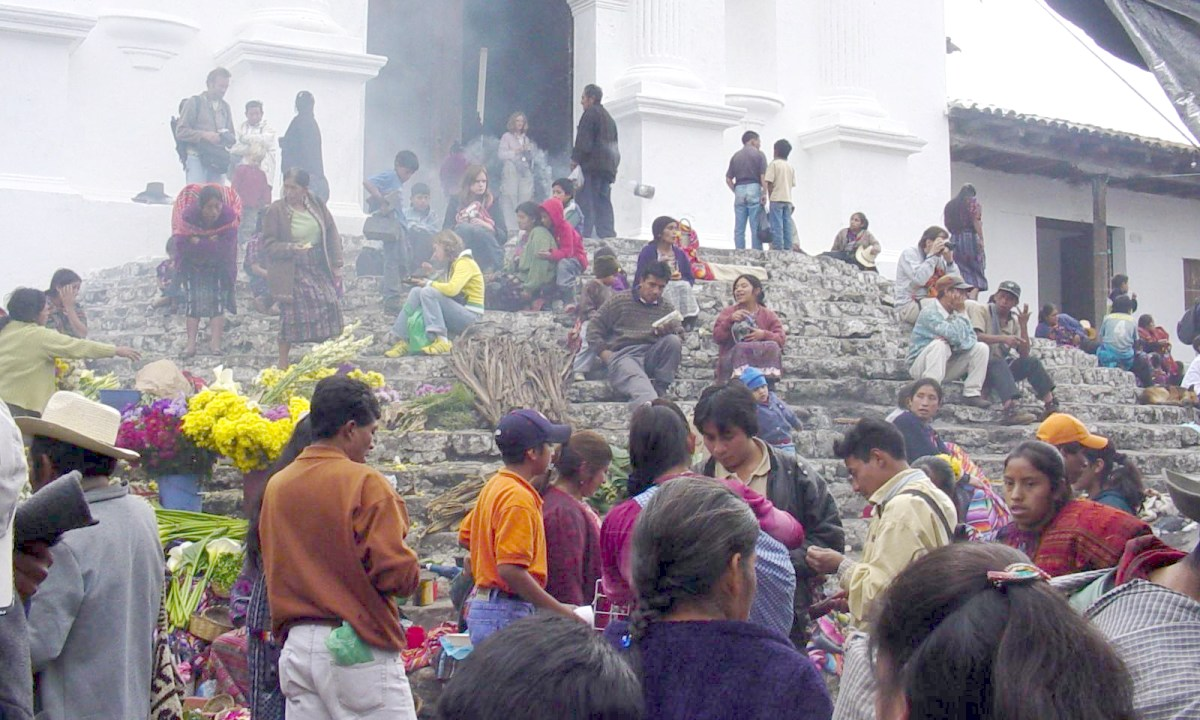
Tradycyjny targ na schodach kościoła w Chichicastenango

Chichicastenango (Santo Tomás Chichicastenango) – miasto w środkowej Gwatemali, w departamencie Quiché. Położone jest w odległości około 140 km na północny zachód od stolicy kraju Gwatemali. Współrzędne geograficzne: 14°56′N 91°07′W/14,933333 -91,116667. Ludność miasta według szacunków w 2012 roku liczyła 71 995, co sprawiało, że było to największe miasto w departamencie Quiché.
Chichicastenango znane jest jako ważny ośrodek kultury Majów z rozwinętym tradycyjnym rzemiosłem. Najważniejszym zabytkiem miasta jest XVII-wieczny kościół Santo Tomás.
Nazwa miasta pochodzi z języka nahuatl (pierwotnie Tzitzicastenango) i oznacza „miejsce otoczone pokrzywami”.
Jest siedzibą władz gminy o tej samej nazwie, która w 2012 roku liczyła 148 854 mieszkańców. Gmina jest średniej wielkości, a jej powierzchnia obejmuje 400 km².